# 第1軍団マクリアナ・リベラトリクス
第1軍団マクリアナ・リベラトリクス(Legio I Macriana Liveratrix)はローマ軍団の一つ。68年にアエギュプトゥスにおいて総督ルキウス・クロディウス・マケルによって編成された。
この軍団が編成された理由には、第3軍団アウグスタの支援がある。当時のローマ皇帝ネロに対して反旗を翻したガルバを支援するためであった。最後にネロは自死、帝位はガルバによって代わられるが、ガルバは自分に対するさらなる反乱を恐れていたためにこの軍団を信用しなかった。編成したマケルは69年に殺害され、第1軍団マクリアナ・リベラトリクスも解散させられた。この軍団の紋章は不明である。